# 프란체스카 도너
프란체스카 도너(독일어: Franziska Donner 프란치스카 도너[*], 영어: Francesca Donner Rhee, 1900년 6월 15일~1992년 3월 19일)는 제1· 2·3대 대한민국 대통령 이승만의 두 번째 배우자로, 한국명은 이금순 또는 이부란이었다. 1931년 빈 회의에 참석차 오스트리아를 방문한 이승만과 만나 재혼하였다.
1960년 이승만의 사임 이후 함께 하와이에 가서 생활하다 이승만 사후에는 모국인 오스트리아에 있다가 1970년 대한민국 정부의 허가로 귀국하였다. 오스트리아 출신 귀화인으로 대한민국의 1번째 대통령 배우자이었다. 한국어 이름은 이부란(李富蘭)이다.

## 생애

### 생애 초반

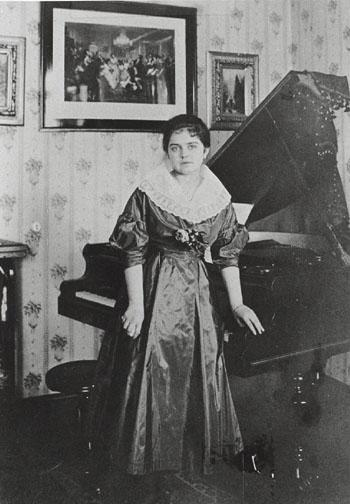
어린 시절의 프란체스카.

프란체스카 도너는 1900년 오스트리아 빈에서 유대교 가문의의 오스트리아 사업가 루돌프 도너의 3명의 딸 중 막내로 태어났다. 아들이 없었던 여사의 부친은 영리한 막내딸이 가업을 잇기를 원했고, 부친의 뜻에 따라 영국으로 영어공부를 위한 유학을 떠나 유창한 영어실력을 갖추게 된다. 이 후에 그녀는 1920년 독일의 자동차경주 선수 헬무트 뵈룅과 결혼하였으나 3년만에 이혼하였다.

### 이승만과의 결혼
1934년, 제네바에서 국제 연맹 회의에 참석차 방문한 대한민국 임시정부 대표 이승만(李承晩)을 처음 만났고, 모친의 반대에도 재혼을 강행하여 같은 해 10월 8일, 미국 뉴욕시 클레어몬트 호텔에서 결혼했다.
이승만에게 프란체스카는 미모와 세련된 매너, 뛰어난 외국어 실력 등 미국에서 독립운동을 하던 그에게 꼭 필요한 존재가 된다. 이승만의 태평양 전쟁을 예고한 명저 《일본내막기(Japan Inside Out)》는 프란체스카여사의 손끝에서 태어났다고 할 수 있다.

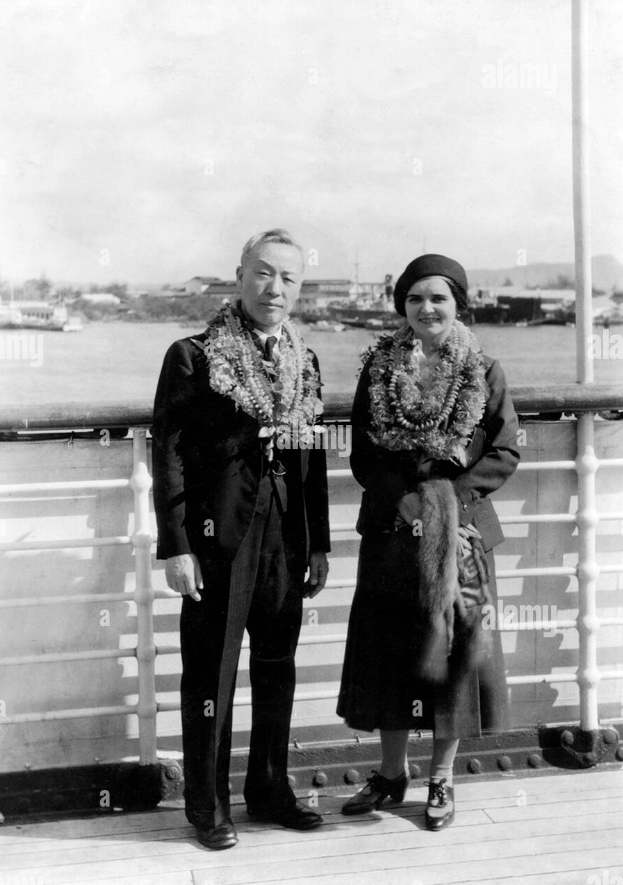
1934년, 하와이에 도착한 결혼 직후의 이승만과 프란체스카 부부. 목에 레이(Lei)를 걸고 있다.

그는 한때 ‘호주댁(濠洲宅)’으로도 불렸는데, 이는 이승만과 프란체스카 도너의 존재를 받아들일 수 없었던 한인 교포들과 독립운동가들이 그를 여사라 부르지 않고 ‘호주댁’이라 부른 데에서 비롯한다. 참고로 ‘호주댁’은 그의 출신 국가인 오스트리아가 이름이 유사한 나라인 오스트레일리아로 와전돼서 붙은 이름이다. 한때는 미국 출신이라는 설도 돌기도 했다. 이승만은 그에게 직접 이금순, 이부란이라는 한국어 이름을 지어주기도 했다.

### 한국 입국

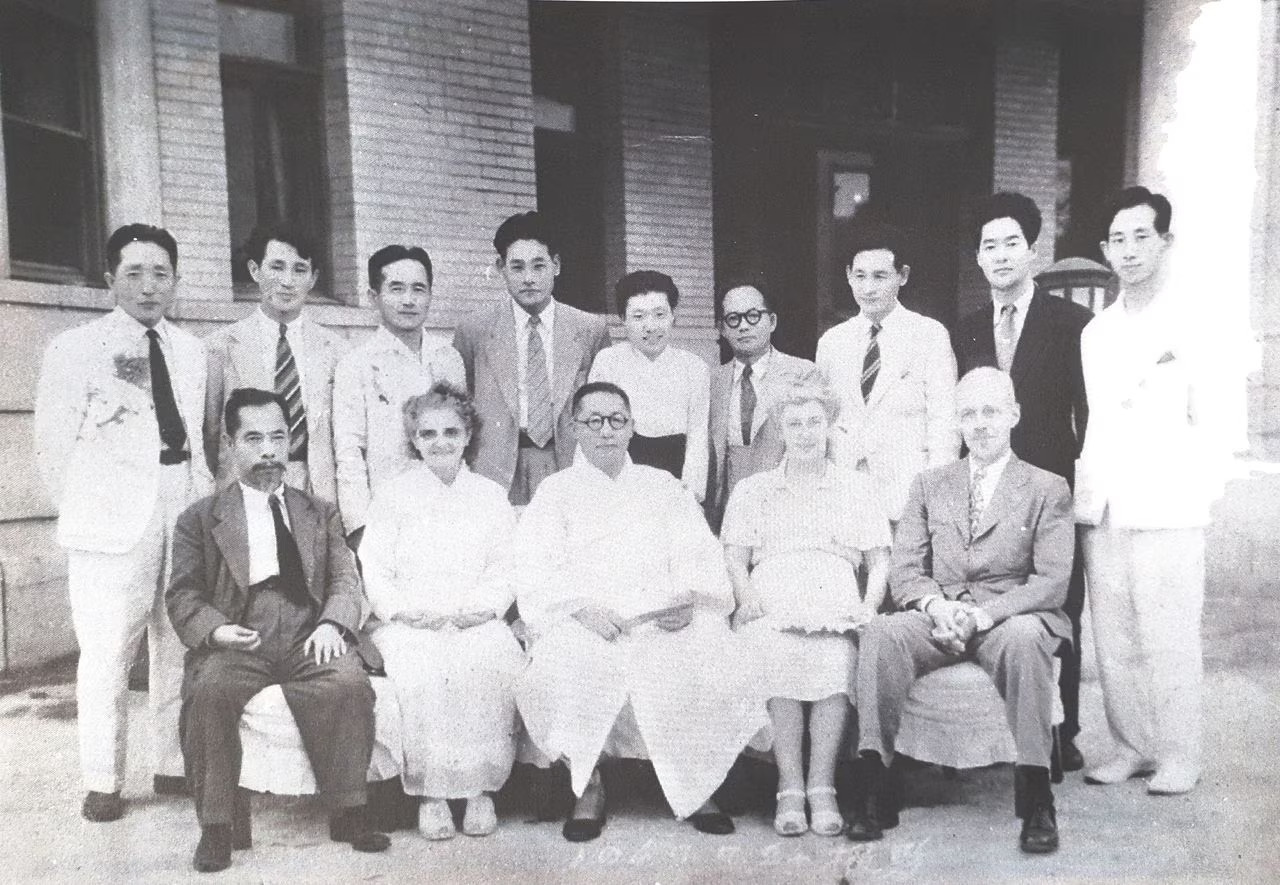
1946년, 방한 중 경교장을 찾아온 피치 박사 부부와 함께. 앞 줄 오른쪽 끝에서부터 조완구, 프란체스카, 김구, 피치 박사 부부, 뒷 줄 왼쪽 첫 번째는 엄항섭, 세 번째는 이기붕, 네 번째는 안우생, 가운데는 안미생, 오른쪽 첫 번째는 선우진, 네 번째는 서영해.

1945년 10월 이승만과 함께 귀국하였다. 이후 돈암장과 이화장에서 거주하다가 이승만은 1948년 5월 30일에는 국회의장에, 8월에는 대통령에 선출되었고 프란체스카는 이승만을 따라 경무대로 이주하여 살았다. 1948년 1월 12일 UN한국위원회가 서울에 도착하자 이승만을 따라 회의에 참관하였다.
이후 남편 이승만이 제헌 국회의원과 국회의장에 당선되고, 초대 대통령에 선출되자 대통령 배우자 자격으로 이화장에서 경무대에 입주하였다. 그러나 경무대 입주 직후 남편 이승만을 만나는 방문객 문제에 일일이 개입하여 보좌관들과 마찰을 빚기도 했다.
그는 해방 직후 남편 이승만을 찾아오던 정치인들 중 안재홍을 무시하고, 냉소적으로 대접했다. 결국 안재홍은 대한민국 정부 수립까지는 이승만에게 동참했지만, 등을 돌려 1950년 제2대 총선에는 독자적으로 출마하게 된다. 이승만의 측근 윤치영의 비서를 지냈던 최기일에 의하면 프란체스카는 이승만을 찾아온 손님들 중 송필만, 고희동을 무시하였다.

### 제1공화국 시절
남편 이승만이 임영신과 불륜관계라는 소문이 돌자 마자 이유 없이 임영신을 해고하였고, 그 뒤 윤치호의 딸 윤노라가 그녀의 시중을 들다가 이승만의 비서인 이기붕의 부인 박마리아와 윤치영의 부인 이은혜가 프란체스카의 시중을 들게 되었다. 그러나 양반 출신의 고고한 이미지의 이은혜를 부담스러워한 반면 가난한 집안 출신이며 평소에 싹싹한 박마리아를 편애하게 되면서 자연스럽게 박마리아와 그녀의 남편 이기붕이 이승만의 최측근으로 발탁되는 계기를 마련한다. 박마리아는 그녀의 총애를 자신의 남편 이기붕의 권력을 강화하는데 이용한다.

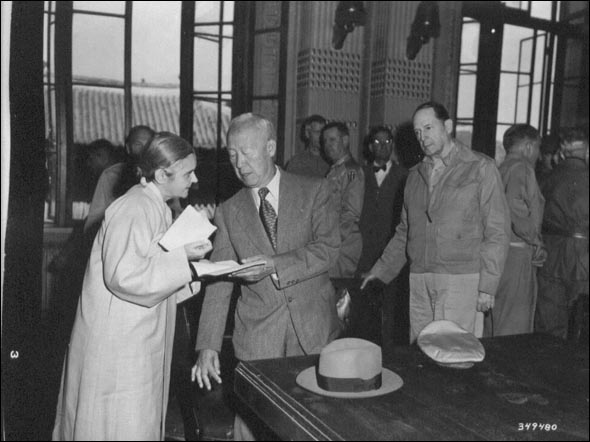
1951년 9월 29일, 서울 수복 기념식에서 이승만과 이야기하고 있는 프란체스카. 3개 국어를 할 줄 알고, 통역사 자격증을 가진 그녀는 이승만의 타이피스트, 비서로서 역할을 하였다.

청와대의 방문객과 접대 문제에 일일이 개입하면서 이승만의 보좌관이었던 박용만과 외무장관 장택상 등과 마찰을 빚기도 했다. 장택상은 프란체스카에게 밉보였던 박용만을 특별히 배려하여 그녀의 시선과 멀어지도록 자신의 주변으로 발령시켰다.
1955년 11월 중앙대학교 대학원에서 명예법학박사 학위를 수여받았다.

### 생애 후반

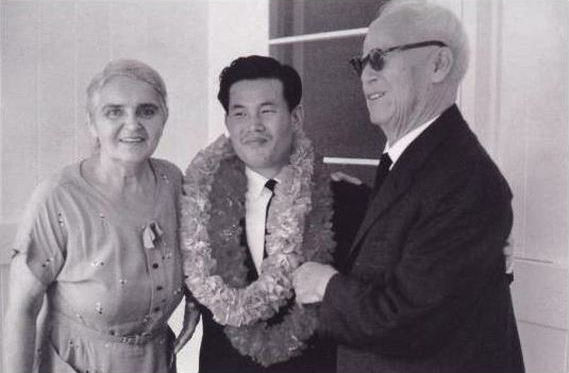
1962년 12월, 하와이에서 양자 이인수 박사를 맞아 기뻐하고 있는 이승만과 프란체스카 내외.

1960년 쇠약해진 이승만을 대신해 여러 정책 문제를 자신이 스스로 처결했다. 얼마 뒤 4·19 혁명으로 이승만 대통령이 자진 사임한 후 하와이로 휴양차 출국하자 함께 하와이로 떠났다. 거주지를 정하지 못해 수시로 거처를 옮겨다니던 이승만과 프란체스카 도너는 하와이 한국인 교포단체의 유지인 최백렬(崔伯烈), 오중정(吳重政), 윌버트 최 등의 도움으로 한 빌라에 머무르다가 이승만의 병세가 악화되면서 하와이의 요양원으로 옮겨졌다.
1965년 7월 19일 이승만이 서거하고 그 뒤로도 하와이에서 거주하다가 외무부 장관이 발급한 특별 여권을 소지하고 오스트리아로 갔다. 이후 친정 동생, 친정 언니의 집을 전전하였다.
1970년 5월 16일에 대한민국 정부의 배려로 귀국하였다. 이후 청와대가 주관하는 각종 행사에 귀빈으로 초대되었다. 이후 양자 이인수 내외와 이화장에서 함께 살았다. 만년에는 국립서울현충원의 중단에 안장된 남편 이승만의 묘소를 찾아 참배하는 것을 낙으로 삼았다.
1987년 이승만의 전직 비서였던 윤치영의 구순 기념 논문 봉정식에 참석하였다. 1990년 소피텔 엠배서더 호텔에서 90회 생일 축하연을 했다. 이 때 오스트리아에 남아 있던 소수 친지들의 방문을 받았다. 1992년 3월 19일 0시경 서울특별시 이화장에서 향년 92세를 일기로 서거했다. 며느리인 조혜자 여사에게 남긴 유언은 다음과 같다.
| “ | 어머님은 유언으로 세 가지를 부탁했어요. "틀니를 끼워주고 태극기로 나를 덮어달라. 그리고 성경책을 무덤에 꼭 넣어달라." | ” |

### 사후
3월 23일 서울 정동제일 감리교회에서 영결식을 마친 뒤 동작동 국립서울현충원의 남편 이승만의 묘소 옆에 안장되었다.

## 가족 관계
- 아버지: 루돌프 도너(1863년~1922년)
- 어머니: 프란치스카 게를하를틀(1869년~1933년 이후)
  - 언니: 2명
- 배우자
  - 헬무트 뵈룅, 독일의 자동차 선수, 1923년 이혼, 자녀 없음
  - 이승만, 대한민국의 초대, 2대, 3대 대통령, 1875~1965
    - 아들(양자)
    - 이인수, 명지대학교 교수
    - 자부: 조혜자(1942. 2. 16.~)
- 시아버지: 이경선(1839년~1912년)
- 시어머니: 김해김씨 김말란(1833~1896)

## 저서
- 《이승만 대통령의 건강 (이승만 연구총서 1)》(촛불, 2006)
- 《6.25와 이승만 : 프란체스카의 난중일기》(기파랑, 2010)

## 학위
- 1955년 중앙대학교 대학원 명예 법학박사

## 평가
이승만의 비서실장을 지냈던 정치인 윤치영의 공보비서로 돈암장을 출입했던 최기일은 그를 상당히 인색하고 냉정하다고 평가했다.
최기일에 의하면 그는 '매우 인색한 사람이었다. 예를 들면, 이 박사의 생신날이 되었을 때 사람들은 집오리고기, 닭고기, 쇠고기 등 온갖 종류의 귀한 식품들을 가져왔다.' 그러나 '그녀는 남은 음식을 돈암장 직원들과 나눌 수도 있었을 텐데 그러지 않았다. 일부 음식을 가난한 사람들에게 주어버릴 수도 있었을 텐데 그러지 않았다. 결국 1주일 후에 음식들이 상했기 때문에 그 전부를 내버려야 했다.'는 것이다.
그는 남북협상, 좌우합작론을 주장하다가 전향하여 이승만을 찾아온 안재홍을 무시하고 냉소적으로 대했다. 이를 본 최기일은 '안재홍 씨가 프란체스카 여사에게 푸대접을 받고 가시는 것을 보고 나는 조선 사람으로서 분한 마음이 들었다.'고 증언한 바 있다. 윤치영과 임영신은 "이박사님이 너그러운 성품을 가진 한국 여성과 산다면 좋을 걸"이라고 이구동성으로 한탄하였다 한다.
반면 1947년 이화장 뒷집에 살았던 인연으로 이승만 대통령 일가와 14년간 생활했던 방재옥 씨는 이승만 대통령을 매우 자상한 분, 프란체스카 여사는 매우 알뜰한 여사라고 기억했다.

## 대중 매체
- 《경무대 비화 잘돼갑니다》(후아나 데이비스, 1967년)
- 《야인시대》(김린, 2002년)
- 《6·25 전쟁과 이승만》(차유경, 2010년)

## 갤러리

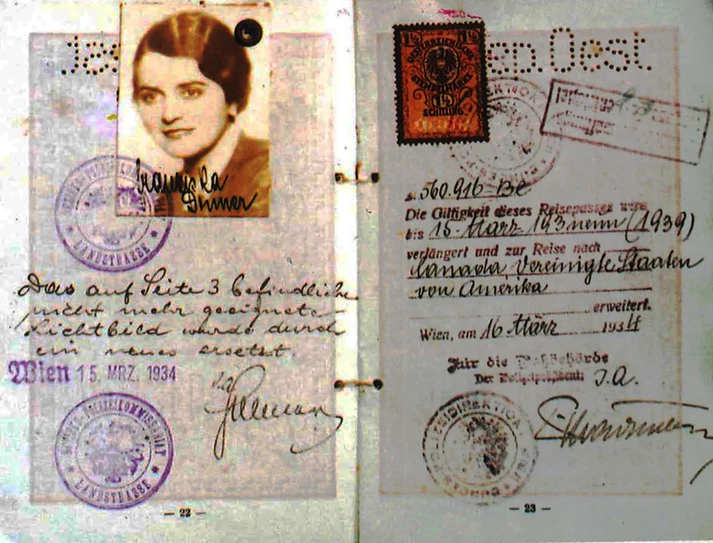
프란체스카 도너 리의 여권 사진.
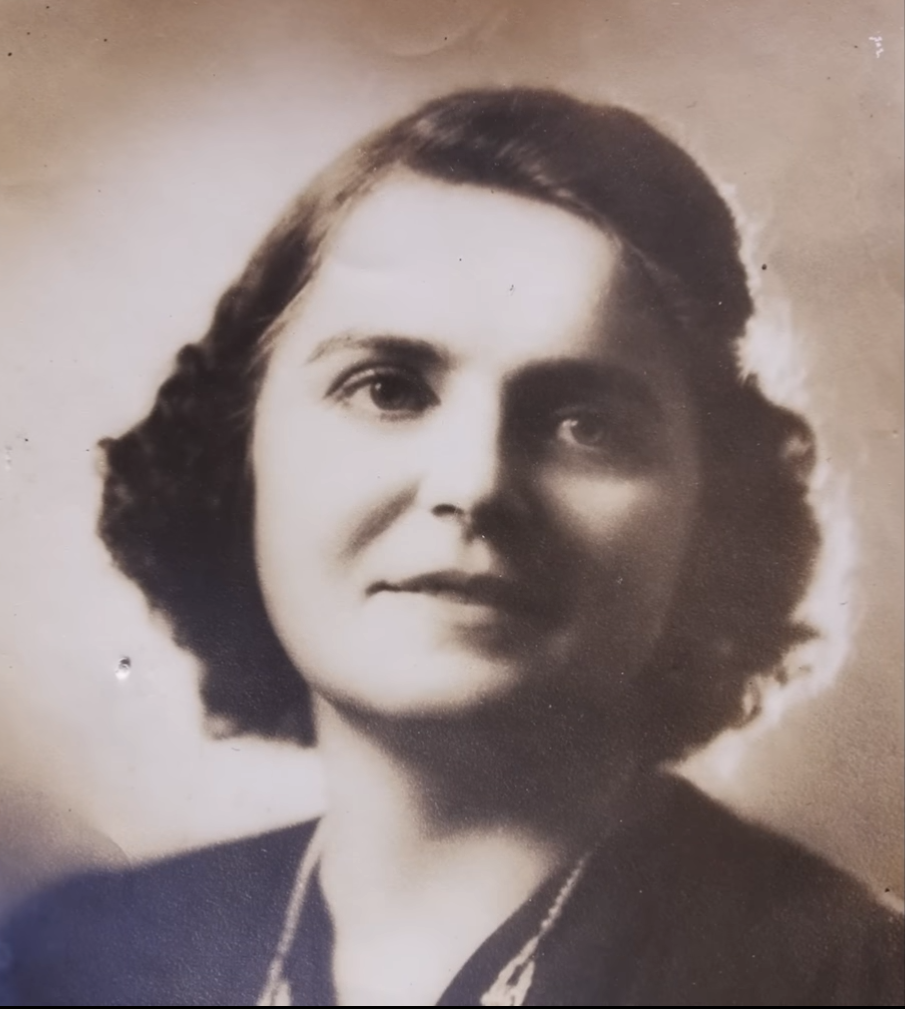
젊은 시절의 프란체스카 여사.
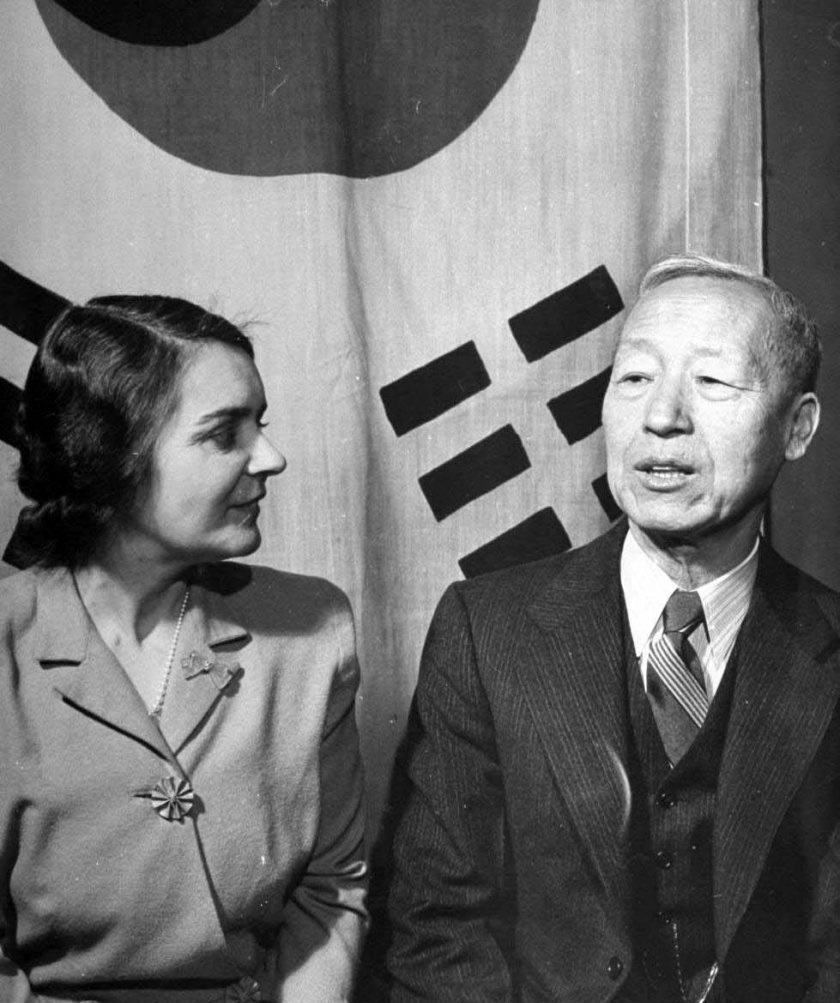
1942년 2월 말, 한인자유대회에 참석한 이승만 구미위원회 의장과 부인 프란체스카.
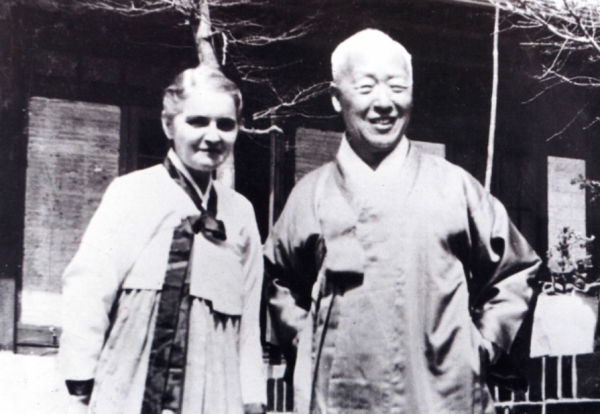
한복을 입고있는 프란체스카와 이승만 박사.
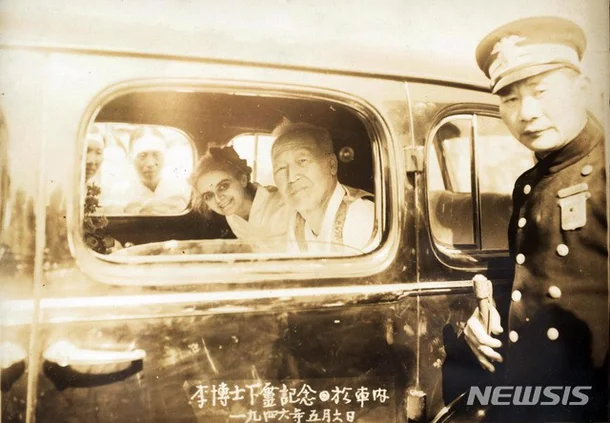
1946년 5월 6일, 전남 보성에 도착한 이승만 민주의원 의장과 부인 프란체스카 여사.
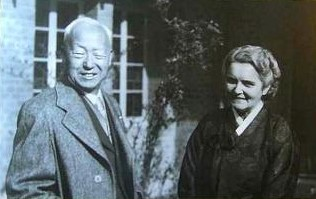
오스트리아 인처스도르프 마을 회관에 전시되어 있는 이승만 대통령과 프란체스카 여사의 사진.
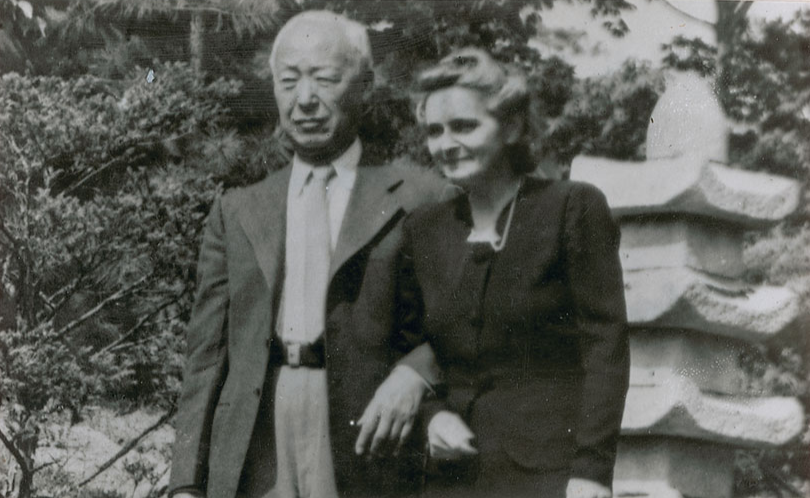
독일 잡지 《슈피겔(Der Spiegel)》에 실린 경무대에서의 프란체스카와 이승만.
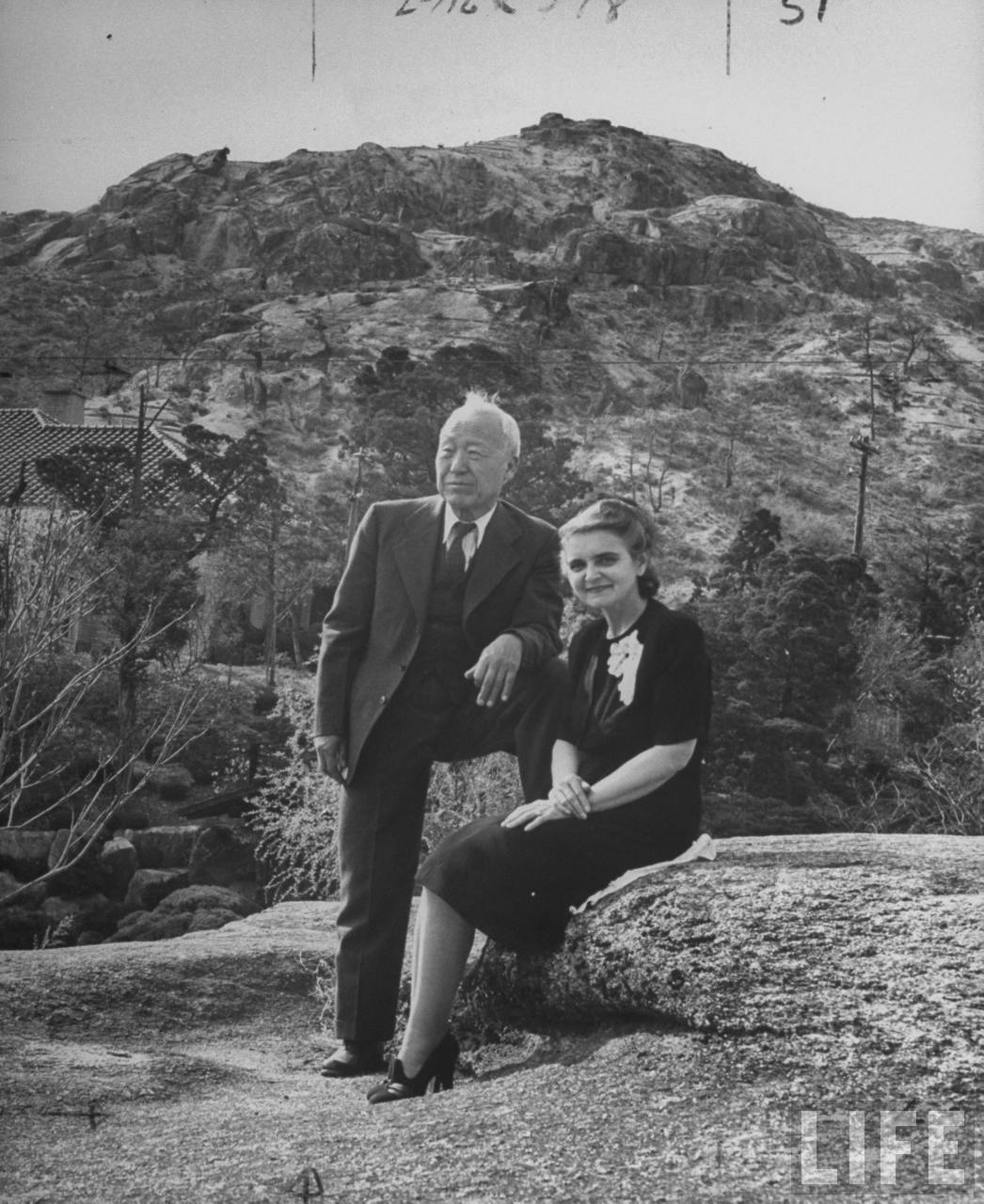
1947년 5월, LIFE 잡지에 실린 이승만과 프란체스카 부부.
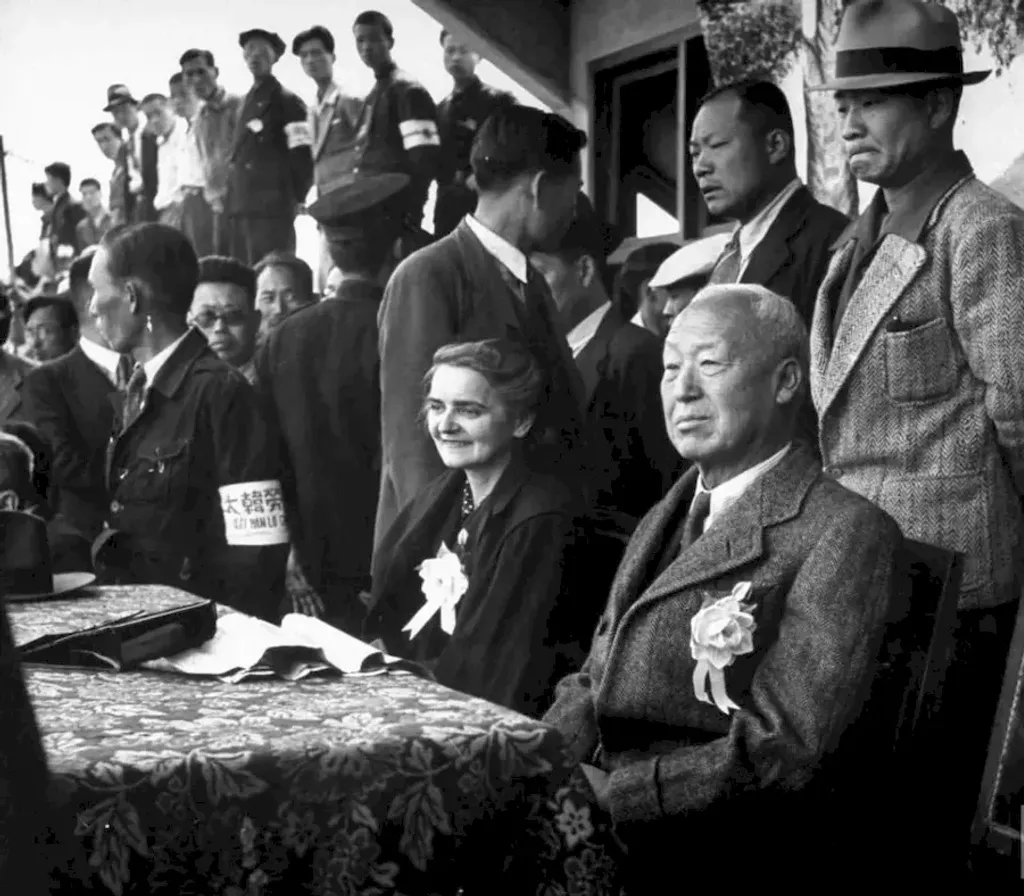
1947년 5월, 서울에서 이승만과 프란체스카 부부.
1950년 10월 10일, 미국 잡지 《LIFE》와 인터뷰하고 있는 이승만과 프란체스카 부부.
1950년 10월 10일, 미국 잡지 《LIFE》와 인터뷰하고 있는 이승만 대통령과 프란체스카 여사 내외.
1952년 1월 1일, 새해부터 최전방을 시찰하는 이승만 대통령과 프란체스카 여사.
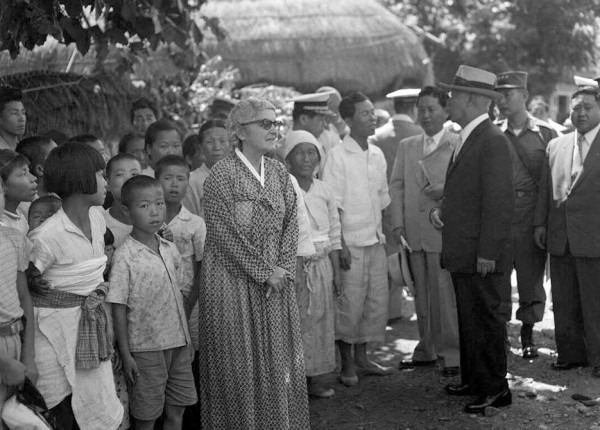
농촌을 방문한 이승만 대통령과 프란체스카 여사.
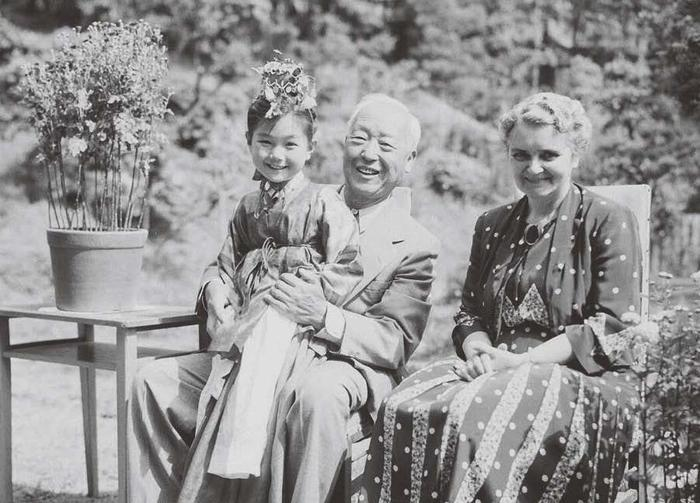
아이와 함께 미소짓고 있는 프란체스카 여사와 이승만 대통령
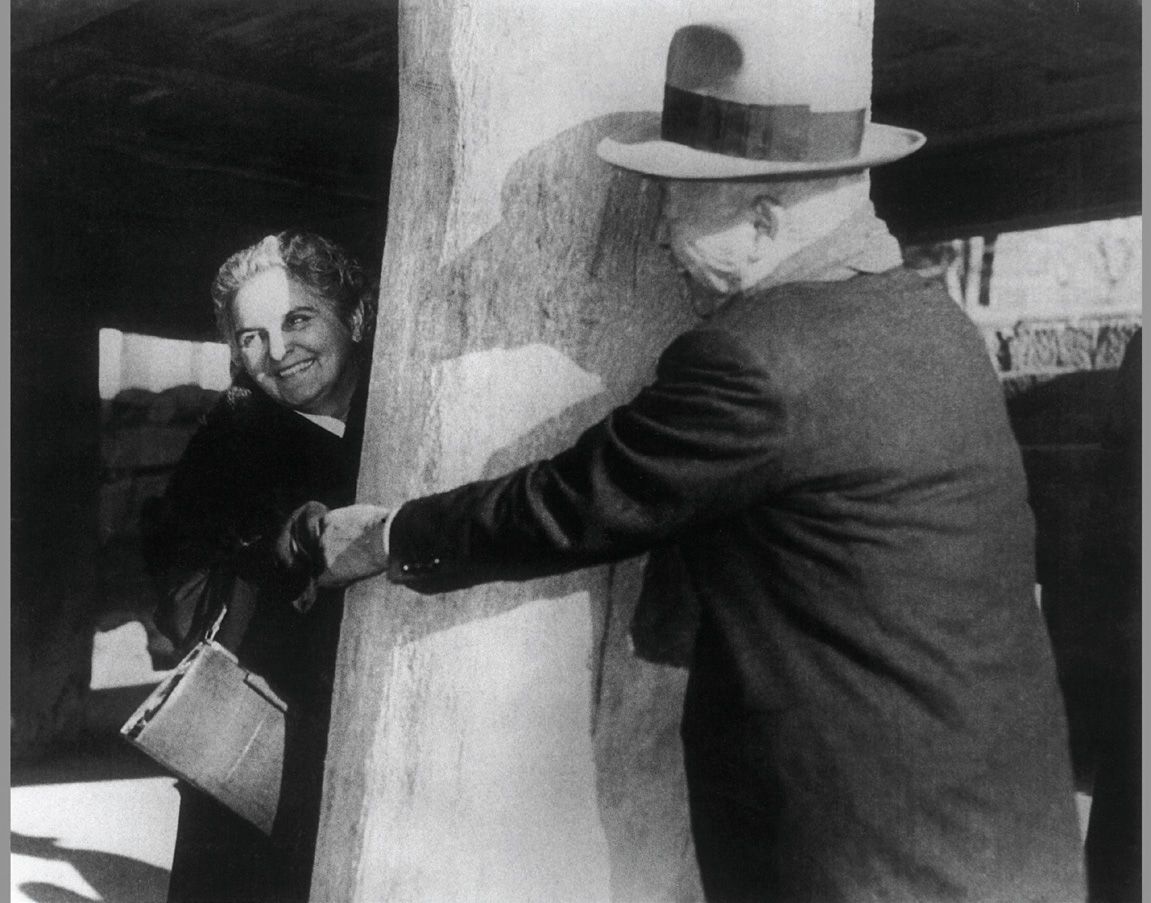
1957년, 경북 영주 부석사를 방문한 이승만 대통령 부부가 손을 맞잡고 기둥을 껴안으며 즐거워하고 있다.
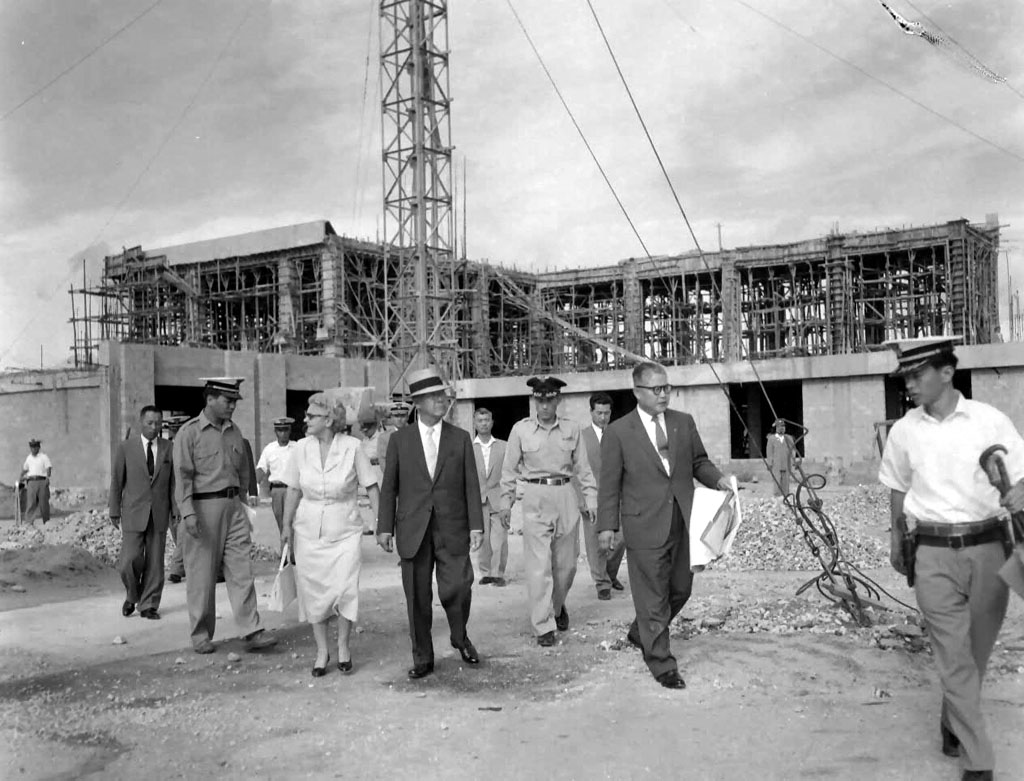
1959년, 김포공항 건설 현장을 시찰하고 있는 이승만 대통령 내외.
바느질을 하고 있는 프란체스카 여사. 프란체스카 여사는 이승만 대통령은 물론 손자들 옷가지까지 일일이 꿰매 입혔다.
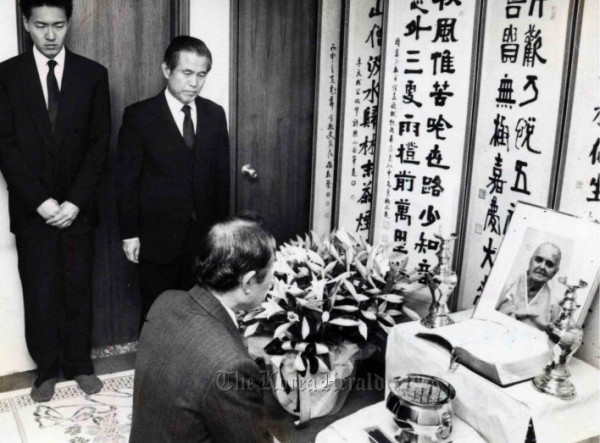
1992년, 프란체스카의 장례식.

## 같이 보기
| - 돈암장 - 마포장 - 이화장 - 경교장 - 이승만 - 공덕귀 - 김옥윤 - 김윤옥 - 박용만 - 이범석 - 윤치영 - 장택상 - 이기붕 - 박마리아 - 허정 | - 제1공화국 - 육영수 - 박정희 - 윤치호 - 윤치영 - 김구 - 김규식 - 김창룡 - 김준엽 - 장면 - 최기일 - 최인규 |

## 참고 문헌
| - 재상해일본총영사관 경찰부 제2과 편, 《조선민족운동연감》(東文社書店, 1946) - 양우종, 《이대통령투쟁사》(연합신문사, 1949) - 채근식, 《무장독립운동사》(대한민국공보처, 1949) - 이승만, 《일민주의 개설》(일민주의보급회, 1949) - 리승만박사투쟁사간행회, 《민족의 거성》(문성당, 1957) - 최태응, 《사실소설 슬픔과 고난은 가는 곳마다 : 청년 이승만》(성봉각, 1960) - 리처드 알렌, 《한국과 이승만》(합동통신사, 1961) - 김인서, 《망명노인 이승만 박사를 변호함》(독학협회출판사, 1963) - 국사편찬위원회, 《한국독립운동사 1∼5》(국사편찬위원회, 1965∼1970) - 홍우출판사, 《정계야화 (전2권)》(홍우출판사, 1966) - 허정, 《위대한 한국인 제11권 이승만 편》(휘문출판사, 1976) - 이효재 외, 《한국 YWCA 반백년》(한국YWCA50년사편찬위원회, 1976) - 김현자, 《박에스더 선생의 생애 풍요한 삶》(대한YWCA청년회연합회, 1979) - 이현희, 《대한민국임시정부사》(집문당, 1982) - 이현희, 《3·1독립운동과 임시정부의 법통성》(동방도서, 1987) - 유양수, 《대사의 일기장》(수문서관, 1988) - 프란체스카 도너, 《이승만 대통령의 건강 : 프란체스카 여사의 살아온 이야기》(촛불, 1988) - 김태일 편, 《한국 현대 정치론 I》(나남, 1990) - 로버트 올리버, 《대한민국 건국의 비화 이승만과 한미 관계》(계명사, 1990) - 최종만, 《한국의 정당 정치와 민주주의》(웅비출판사, 1991) - 국가보훈처, 《대한민국독립유공자인물록》(국가보훈처, 1992) - 김영명, 《한국 현대 정치사: 정치 변동의 역학》(을유문화사, 1992) - 이원순, 《인간 이승만》(신태양사, 1995) - 이승만, 《뭉치면 살고》(조선일보사, 1995) - 서정주, 《우남 이승만전》(화산문화기획, 1995) - 한용원 편, 《한국 현대 정치론 II》(오름, 1996) - 김학준, 《해방공간의 주역들》(동아일보사, 1996) - 정치 외교 사학회 편, 《한국현대정치사》(집문당, 1997) - 양동안, 《대한민국 건국사》(이승만박사기념사업회, 1998) - 이달순, 《이승만 정치 연구》(수원대학교출판부, 2000) - 유영익 외, 《이승만 연구 (연세대학교 현대한국학연구소 학술총서 2)》(연세대학교 출판부, 2000) - 최규장, 《영부인론》(나남출판, 2001) - 로버트 올리버, 《이승만 신화에 가린 인물》(건국대학교출판부, 2002) - 정용욱, 《존 하지와 미군 점령통치 3년》(중심, 2003) - 고정휴, 《이승만과 한국독립운동》(연세대학교출판부, 2004) - 월간조선편집부, 《이승만, 박정희를 추억한다》(월간조선사, 2004) - 김제방, 《이승만과 김구의 대좌》(한솜, 2005) - 이종구, 《이승만 건국 대통령》(글벗사, 2005) - 이순애, 《프란체스카 리 스토리》(랜덤하우스중앙, 2005) - 이정식, 《이승만의 구한말 개혁운동》(배재대학교, 2005) - 정병준, 《우남 이승만 연구 (역비한국학연구총서)》(역사비평사, 2005) - 최규장, 《마빡에 피도 안 마른 놈이》(글마당, 2006) - 강준만, 《한국현대사산책 (1940년대편 1권)》(인물과사상사, 2006) - 강준만, 《한국현대사산책 (1940년대편 2권)》(인물과사상사, 2006) - 강준만, 《한국현대사산책 (1950년대편 1권)》(인물과사상사, 2006) - 강준만, 《한국현대사산책 (1950년대편 2권)》(인물과사상사, 2006) - 유영익, 《이승만 대통령 재평가 (연세대학교 현대한국학연구소 학술총서 10)》(연세대학교 출판부, 2006) - 이승만, 《일본 그 가면의 실체》(대한언론인회, 2007) - 이한우, 《우남 이승만, 대한민국을 세우다》(해냄, 2008) - 이주영, 《우남 이승만 그는 누구인가》(김&정 펴냄, 2008) - 로버트 올리버, 《이승만 없었다면 대한민국 없다》(동서문화사, 2008) - 유영익, 《이승만과 대한민국 임시정부 (현대한국학연구소 학술총서 13)》(연세대학교출판부, 2009) |